# Đào Chú
Đào Chú (giản thể: 陶铸; phồn thể: 陶鑄; bính âm: Táo Zhù; Wade–Giles: T'ao Chu; 16 tháng 1 năm 1908 – 30 tháng 11 năm 1969) là chính khách và nhà lãnh đạo cấp cao của Đảng Cộng sản Trung Quốc, giữ chức Bí thư Thường trực Ban Bí thư Trung ương kiêm Bộ trưởng Bộ Tuyên truyền Trung ương và Cố vấn Tổ Cách mạng Văn hóa Trung ương vào năm 1966, từng được bầu làm Phó Thủ tướng Quốc vụ viện từ năm 1965 cho đến đầu năm 1967.

## Tiểu sử

### Thời kỳ hoạt động cách mạng
Đào Chú tên thật là Tế Hoa, hiệu là Kiếm Hàn, còn có tên khác là Nhiệm Đào. Ông sinh ngày 16 tháng 1 năm 1908 trong một gia đình trí thức nghèo khổ ở thôn Lang Thụ, Thạch Động Nguyên, huyện Kỳ Dương tỉnh Hồ Nam. Năm 1914 khi Đào Chú lên 6 tuổi đi theo cha mình là Đào Thiết Tranh đến học trường Tư Thục ở Vũ Xương. Năm 1915 do vì Viên Thế Khải khủng bố phe cách mạng, Đào Thiết Tranh bèn đem cả nhà rời khỏi Vũ Hán trở về quê Kỳ Dương cùng với bạn thân mở trường dạy học kiểu mới Văn Xương Các, Đào Chú tiếp tục đi học tiểu học Văn Xương Các do cha ông làm hiệu trưởng.
Năm 1918, cha và chú thứ ba bị Tiêu Diệu Nam, thuộc hạ của quân phiệt Bắc Dương Ngô Bội Phu giết chết, Đào Chú bỏ học do gia đình rơi vào cảnh túng quẫn, sau được người thân giới thiệu đi học nghề trong vài năm. Năm 1926, ông nhập học Trường Quân sự Hoàng Phố khóa 5 ở Quảng Châu, cùng năm đó, bạn học Triệu Thế Gia, Trần Bảo Hoa và Chiêm Bất Ngôn đã rủ ông gia nhập Đảng Cộng sản Trung Quốc. Đầu tháng 4 năm 1927, ông được cử đến Vũ Hán tham gia đội tuyên truyền của Tổng cục Chính trị Quốc dân Cách mệnh Quân. Sau khi sự hợp tác đầu tiên của Quốc Dân Đảng và Đảng Cộng sản bị phá vỡ, Đào Chú bèn gia nhập Trung đoàn Cảnh vệ thuộc Quân đoàn 4 Quốc dân Cách mệnh Quân rồi lần lượt tham gia vào cuộc khởi nghĩa Nam Xương và khởi nghĩa Quảng Châu.
Năm 1929, Đào Chú giữ chức Tổng thư ký kiêm Bí thư Tỉnh ủy Phúc Kiến kiêm Trưởng ban Tổ chức Tỉnh ủy Phúc Kiến. Tháng 5 năm 1930, ông đích thân dẫn 12 người đột kích vào Nhà tù Hạ Môn giải cứu hơn 40 đảng viên Đảng Cộng sản mà không có thương vong, khiến hơn 20 lính canh phòng Quốc Dân Đảng thiệt mạng, từng được coi là "Vụ cướp ngục Hạ Môn" gây chấn động cả nước lúc bấy giờ. Năm 1932, ông kết hôn với người bạn đời Tăng Chí và có một cô con gái đặt tên là Đào Tư Lượng.
Năm 1933, Đào Chú đến làm việc tại Ban Chấp hành Trung ương Đảng ở Thượng Hải nhưng không may bị Chính phủ Quốc dân phát hiện và bắt giữ, áp giải đến Bộ Tư lệnh Hiến binh Nam Kinh chịu án tù chung thân. Năm 1937, sau các cuộc đàm phán giữa Chu Ân Lai, Diệp Kiếm Anh và chính phủ Quốc Dân Đảng; vào ngày 26 tháng 9, Hoàng Văn Kiệt đã giải cứu bảy người trong đó có ông ra khỏi nhà tù.

### Kháng chiến chống Nhật đến nội chiến
Sau khi Đào Chú vừa ra tù, ông liền được cử đến Hồ Bắc với tư cách là Ủy viên Ban Thường vụ Tỉnh ủy kiêm Bộ trưởng Bộ Tuyên truyền. Sau trận Vũ Hán vào tháng 10 năm 1938, quân du kích địa phương được tổ chức ở miền trung tỉnh Hồ Bắc và lập khu căn cứ địa du kích Ngạc Trung dựa trên núi Đại Hồng Sơn rồi đem quân tấn công huyện thành Vân Mộng vào ban đêm. Sau đó, ông gia nhập Chi đội Đỉnh Tiến, Dự Ngạc Tân Tứ quân do Lý Tiên Niệm tổ chức và giữ chức vụ chính ủy chi đội này. Năm 1940, Đào Chú đặt chân đến Diên An rồi ít lâu sau giữ chức Tổng thư ký Quân ủy Trung ương, Tổng thư ký Tổng cục Chính trị và Bộ trưởng Bộ Tuyên truyền vào năm 1943. Năm 1945, Đào Chú tham gia Đại hội Đảng Cộng sản Trung Quốc lần thứ 7. Đại hội quyết định phát động chiến tranh du kích tại biên khu Tương Việt Quế. Ông từng là phó bí thư tổ chức đảng biên khu và phó chính ủy chi đội 3 của Bát Lộ quân phía nam.
Sau khi Nhật Bản đầu hàng vào tháng 8 năm 1945, ông được lệnh đi đến vùng Đông Bắc băng qua Thái Hành, Ký Trung và Ký Đông đến Sơn Hải Quan, giữa tháng 9 thì đến Thẩm Dương, đổi làm Bí thư Tỉnh ủy Liêu Ninh rồi tham gia chiến dịch Tứ Bình, chịu trách nhiệm tổ chức hậu cần như tiếp tế đạn dược và vận chuyển thương binh. Tháng 9 năm 1947, ông kiêm nhiệm chức Chính ủy Tung đội 7 Quân đội Liên minh Dân chủ Đông Bắc. Sau chiến dịch Liêu Thẩm, Đào Chú giữ chức Bí thư Thành ủy Thẩm Dương và Phó Chủ nhiệm Ủy ban Quân quản Thẩm Dương. Tháng 1 năm 1949, Đào Chú rời Thẩm Dương cùng với Dã chiến quân Đông Bắc, trở thành Phó Chủ nhiệm Cục Chính trị Dã chiến quân Đông Bắc, tiến vào Sơn Hải Quan và tham gia chiến dịch Bình Tân. Ngày 21 tháng 1, trên cương vị là đại diện toàn quyền thuộc Bộ Tư lệnh Mặt trận Bình Tân của Quân Giải phóng Nhân dân Trung Quốc, Đào Chú đã vào thành phố để đàm phán với Phó Tác Nghĩa. Hai bên bèn tuyên bố "Thỏa thuận về việc giải quyết vấn đề hòa bình ở Bắc Bình" vào ngày hôm sau. Ông liền chỉnh biên quân đội Quốc Dân Đảng đầu hàng ở Bắc Bình nhờ vậy mà thành phố này đã thoát khỏi sự tàn phá của chiến tranh. Tháng 5 năm 1949, Đào Chú giữ chức Ủy viên Cục Hoa Trung Trung ương Đảng Cộng sản Trung Quốc, Phó Chủ nhiệm Cục Chính trị Quân khu Hoa Trung kiêm Đệ tứ Dã chiến quân, chịu trách nhiệm tiếp quản ba thị trấn ở Vũ Hán.

### Sự nghiệp chính trị từ sau năm 1949

Năm 1954, Chu Ân Lai, Lưu Thiếu Kỳ và La Thụy Khanh, cùng với Đào Chú (đầu tiên từ trái sang) đi kiểm tra các vườn tiêu ở tỉnh Quảng Đông.

Tháng 10 năm 1950, Đào Chú nhận lệnh của Chính phủ Trung ương đến Quảng Tây chủ trì công tác tiễu phỉ, lãnh đạo cuộc chiến thanh lọc tàn quân Quốc Dân Đảng và thổ phỉ, nhanh chóng ổn định trật tự xã hội. Một năm sau, ông được điều đến Quảng Châu công tác. Ngày 15 tháng 12 năm 1951, chính phủ bổ nhiệm Đào Chú làm Bí thư phân cục Hoa Nam kiêm Chính ủy Quân khu Hoa Nam. Tháng 5 năm 1953, ông kiêm quyền Chủ tịch Chính phủ Nhân dân tỉnh Quảng Đông.
Từ ngày thành lập Cộng hòa Nhân dân Trung Hoa năm 1949 cho đến năm 1965, Đào Chú được cử làm Phó Thủ tướng Quốc vụ viện tại hội nghị lần thứ nhất Đại hội Đại biểu Nhân dân Toàn quốc khóa III tháng 1 năm 1965, còn giữ các chức vụ phó chủ nhiệm Ban Chính trị Quân khu Trung Nam, sau đó là Chủ nhiệm, quyền Bí thư Tỉnh ủy Quảng Tây, Tỉnh trưởng Quảng Đông, Bí thư thứ nhất Tỉnh ủy Quảng Đông, Bí thư thứ nhất Cục Trung Nam Trung ương Đảng Cộng sản Trung Quốc kiêm Chính ủy Quân khu Quảng Châu.
Năm 1958, trong giai đoạn đầu của Đại nhảy vọt, ông đã tham gia nhiệt tình vào "chiến dịch chống tích trữ" ở Quảng Đông, tin rằng các số liệu sản xuất được báo cáo là có thật và tình trạng thiếu lương thực quan sát được chỉ là do nông dân tích trữ. Trong vòng một năm, ông chợt nhận ra sai lầm của mình khi chiến dịch do mình phát động không thể phát hiện ra nguồn cung cấp lương thực dự trữ trong các ngôi làng; trên thực tế, hầu hết nông dân đều chết đói. Trong Hội nghị Lư Sơn năm 1959, ban đầu ông có thiện cảm với Bành Đức Hoài khi ông chỉ trích Đại nhảy vọt. Tuy nhiên, sau phản ứng gay gắt từ Mao Trạch Đông, Đào Chú đã đổi phe và hùa theo những cuộc công kích của chủ tịch Mao nhằm vào "thành phần cực hữu", đệ trình danh sách các quan chức của chính mình mà ông xác định là "phe tả khuynh". Tuy vậy, ngay tại Quảng Đông, chính phủ của ông đã thực hiện các bước hòng đảo ngược thiệt hại của Đại nhảy vọt bằng cách mở rộng quyền sở hữu đất đai của từng nông dân và cho phép họ di cư đến Hồng Kông mưu sinh.

### Hoạt động dưới thời Cách mạng Văn hóa

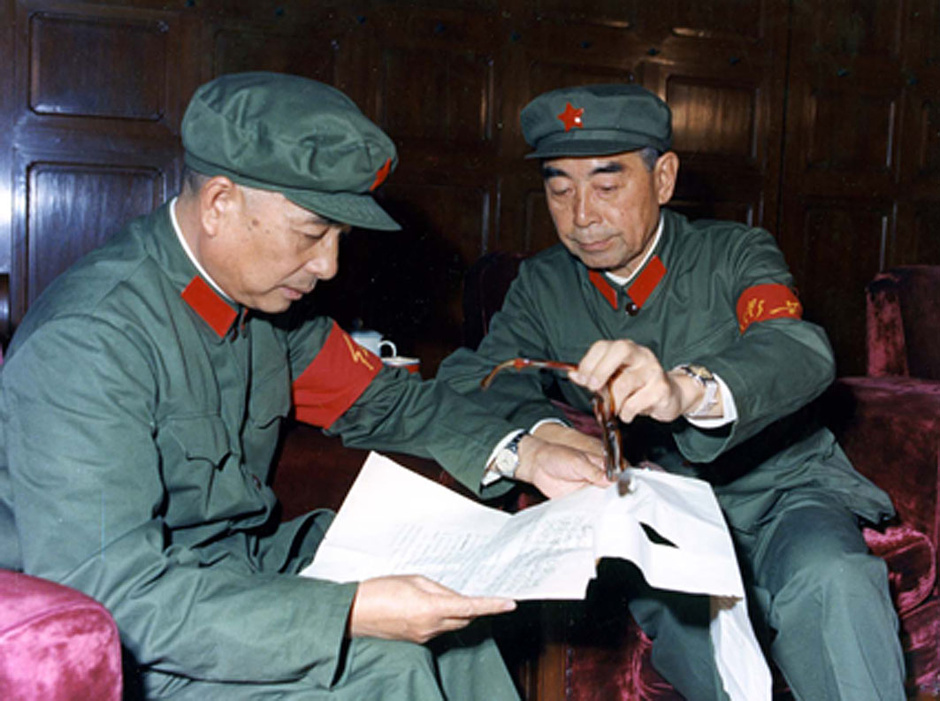
Đào Chú và Chu Ân Lai ở thành lầu Thiên An Môn ngày 15 tháng 9 năm 1966.

Tháng 6 năm 1966, Đào Chú rời khỏi Quảng Châu đi đến Bắc Kinh nhằm thay thế Lục Định Nhất làm Bộ trưởng Bộ Tuyên truyền Trung ương. Trong suốt thời gian đầu công tác ở Bắc Kinh, ông còn được cử làm Bí thư thường trực Ban Bí thư Trung ương đồng thời là cố vấn TTổ Cách mạng Văn hóa Trung ương. Tháng 8 năm 1966, Trung ương mở hội nghị 11 khóa 8 đã bầu bổ sung Đào Chú vào Bộ Chính trị Ban Chấp hành Trung ương Đảng, và chọn làm Ủy viên Ban Thường vụ Bộ Chính trị xếp sau Mao Trạch Đông, Lâm Bưu và Chu Ân Lai, trở thành người quan trọng đứng thứ tư trong Đảng Cộng sản Trung Quốc. Điều đó cho phép người được ông bảo trợ là Triệu Tử Dương lên nắm quyền điều hành tỉnh Quảng Đông. Đào Chú và Triệu Tử Dương là một trong những nhà lãnh đạo Đảng Cộng sản Trung Quốc ủng hộ Hồng vệ binh nhiệt tình nhất lúc ban đầu nhưng nhanh chóng đánh mất sự ủng hộ này vì họ cố gắng kiểm soát sự thái quá của phe cánh tả cấp tiến do Trương Xuân Kiều và Giang Thanh lãnh đạo. Đào Chú trở thành Ủy viên Ban Thường vụ Bộ Chính trị tại Hội nghị Trung ương lần thứ 11 vào tháng 8 năm 1966 khi bắt đầu cuộc Cách mạng Văn hóa, nhưng đã bị đánh đổ ngay sau đó do bất đồng ý kiến về hoạt động của Tổ Cách mạng Văn hóa Trung ương, đến nỗi bị phe cánh Lâm Bưu, Giang Thanh bôi nhọ là "người đại diện đường lối Lưu, Đặng", "phái bảo hoàng giai cấp tư sản lớn nhất Trung Quốc" và "kẻ có dã tâm kiểu Khrushchev". Sau cùng ông quản thúc tại gia và bãi miễn mọi chức vụ vào ngày 10 tháng 1 năm 1967.
Trong thời gian bị quản thúc tại gia nghiêm ngặt, ông được bác sĩ chẩn đoán mắc bệnh ung thư túi mật nhưng bị từ chối điều trị y tế lúc đầu. Thủ tướng Chu Ân Lai cuối cùng đã phải can thiệp để sắp xếp làm phẫu thuật cho ông nhưng khi đó bệnh ung thư của Đào Chú đã trầm trọng đến mức vô phương cứu chữa. Ngày 15 tháng 10 năm 1969, ông nhận được thông báo lập tức rời khỏi Bắc Kinh, chuyển tới Hợp Phì tỉnh An Huy trong tình cảnh phải tự lo liệu lấy cuộc sống một mình kèm theo sự dày vò của bệnh tật và tinh thần đến mức nằm liệt giường. Ngày 30 tháng 11 năm 1969, Đào Chú đã qua đời trong bệnh viện, hưởng thọ 61 tuổi. Người thân còn không được phép viếng thăm ông trên giường bệnh hoặc sau khi ông qua đời. Ông chỉ được minh oan sau khi Đặng Tiểu Bình lên nắm quyền vào năm 1978.

## Gia đình
- Ông nội tên Đào Ích Trai (陶益斋). Cha là Đào Thiết Tranh (陶铁铮) tốt nghiệp loại ưu Trường Sư phạm Nam Lộ tỉnh Hồ Nam, từng gia nhập Đồng Minh Hội và tham gia khởi nghĩa cách mạng Tân Hợi ở Vũ Xương. Ông từng là giám đốc văn phòng trung chuyển của Công ty Hán Dã Bình và có hợp tác với những người khác để mở một mỏ than nhỏ. Năm 1918, Đào Thiết Tranh và người em trai thứ ba bị thuộc hạ của quân phiệt Ngô Bội Phu là Tiêu Diệu Nam giết chết.
- Mùa đông năm 1932, Đào Chú kết hôn với Tăng Chí (曾志; 4 tháng 4 năm 1911 – 21 tháng 6 năm 1998) Sau khi nước Cộng hòa Nhân dân Trung Hoa thành lập, Tăng Chí giữ chức Bí thư Thành ủy Quảng Châu kiêm Phó Ban Tổ chức Trung ương Đảng Cộng sản Trung Quốc. Năm 1969, Đào Chú đã viết một bài thơ thất ngôn bát cú mang tên Tặng Tăng Chí: "Nơi chiến trường anh đâu sợ. Tiếc tình sâu mà phải mây tan. Tóc bạc vô tình cơn nóng lạnh. Cuộc đời đen bạc lắm chua cay. Ngựa ốm biêt kêu ăn sớm muộn. Cọ khô càng thấy sợ sương tàn. Quá khứ đã quên như làn khói, đáy dạ vô tư rộng đất trời".
  - Con gái Đào Tư Lượng (陶斯亮; 4 tháng 4 năm 1941), nguyên Phó Cục trưởng Cục Sáu Ban Công tác Mặt trận Thống nhất Trung ương Đảng Cộng sản Trung Quốc, hiện là Phó Chủ tịch chuyên trách kiêm Tổng Thư ký Hiệp hội Thị trưởng Trung Quốc và Phó Chủ tịch Quỹ Y tế Trung Quốc.